# کارلوس چاواریا
کارلوس چاواریا چوچول (اسپانیایی: Carlos
Chochol Chavarría‎؛ زادهٔ ۲ مهٔ ۱۹۹۴) بازیکن فوتبال اهل نیکاراگوئه است.
از باشگاه‌هایی که در آن بازی کرده‌است می‌توان به باشگاه فوتبال بیرکیرکارا و باشگاه فوتبال شهر خودرو اشاره کرد.
وی همچنین در تیم ملی فوتبال نیکاراگوئه بازی کرده‌است.